# Imago

Ostatnie linienie cykady dające początek skrzydlatemu imago

Imago (łac. imago – obraz; l.mn. – imagines lub imaga), owad dorosły, owad doskonały – ostateczne stadium w rozwoju osobniczym owadów przechodzących proces przeobrażenia. Imago nie przechodzi już linień. U większości gatunków jest osobnikiem zdolnym do rozrodu, często niepobierającym pokarmu lub pobierającym go jedynie w minimalnych ilościach.